# 発疹チフス
発疹チフス（ほっしんチフス、英: epidemic typhus）は、発疹チフスリケッチア（リケッチア・プロワゼキイ、Rickettsia prowazekii）の感染を原因とする細菌感染症。感染症法における四類感染症である。「チフス」の名称がつき症状も類似しているが、腸チフスやパラチフスとは全く別の疾患であり、感染経路も異なる。

## 原因
リケッチアの一種である発疹チフスリケッチア（Rickettsia prowazekii）の感染を原因とする。コロモジラミ（Pediculus humanus）またはアタマジラミにより媒介される。自然感染したムササビが発見されたため、人獣共通感染症の可能性が指摘されている。

## 疫学
人口密集地域、不衛生な地域に見られ、衣服に付くシラミやダニが媒介することから、冬期、または寒冷地で流行が見られる。特に戦争・飢饉・牢獄・収容所などに好発し、「戦争熱」「飢饉熱」などの通称がある。
例えば、1812年のナポレオンのロシア遠征などである。第一次世界大戦のロシアでは3000万人が罹患し、10%が死亡した。またナチス・ドイツのユダヤ人強制収容所でも発生し、大きな被害を出したが、これには、アウシュヴィッツをはじめとするユダヤ人収容所が存在したポーランドが、歴史的に、発疹チフスの発生を繰り返してきた土地であった事にも注目する必要がある。『アンネの日記』のアンネ・フランクも、アウシュヴィッツ第二収容所からベルゲン・ベルゼン強制収容所に移送された後、発疹チフスによって死亡したとされているほか、独ソ戦でも両軍に多数の死者を出している。
日本では明治20年頃から感染が診られるようになり、日本軍の大陸侵攻が進んだ明治後期より昭和20年代にかけて流行したが、1955年（昭和30年）以降報告されていない。20世紀初頭にはそのほか世界各地でもみられたが、現在ではアフリカ、南アメリカの高地といった寒冷地を中心に発生する。

## 症状
潜伏期は1から2週間。発熱、頭痛，悪寒、手足の疼痛などで突発し、高熱、全身に広がる発疹が特徴的症状である。皮疹は体幹の斑状の紅斑や丘疹からはじまり次第に手足に広がってゆく。手掌、足蹠をおかさないとされる。重症例では点状出血様になる。頭痛・精神錯乱などの脳症状が強いのも特徴である。致死率は年齢により異なり、20歳まででは5%以下であるのに対して、加齢に伴い増加し、60歳以上では100%近くなる。発疹チフスの初感染から回復したヒトに発生する再発型リケッチア症があり、これは Brill-Zinsser病 と呼ばれ患者は新たな病原体の供給源になる。

## 診断
寒天培地に代表される、培地を用いた培養は成功しない。培養細胞を用いた発疹チフスリケッチアの増殖・培養は設備があれば容易である。血清学的には蛍光抗体法などによって診断され、スタンダードである。また遺伝子工学的にはポリメラーゼ連鎖反応によって診断可能であり、感度・特異度・診断までのスピードのどれをとってももっとも優れているが、コンタミネーションに気をつける必要がある。世界的に見ると、本症の流行地においてはこのような高価な最先端の方法は行いづらいという問題がある。

## 治療
感受性のある抗生物質が有効である。

## 予防
予防は、衣服や寝具なども含め身体を清潔にし、シラミを少なくすることが有効である。このことから戦後直後の日本では進駐軍が持ち込んだDDTがシラミ駆除に用いられたが、1981年（昭和56年）以降DDTの輸入、製造、利用は禁止されている。